# Die Presse
Die Presse — щоденна австрійська газета, що базується у Відні. В даний час належить Styria Media Group. Виходить щодня (крім неділі) на 32 шпальтах, в суботу на 50. Головний редактор з 2012 року — Райнер Новак.
Заснована в часи Революції 1848—1849 років підприємцем Августом Цангом за прикладом паризької La Presse; перший номер вийшов 3 липня.
Після аншлюсу Австрії нацистською Німеччиною 12 березня 1938 року 22 редактора-єврея з 37 були звільнені. Газета перебувала під контролем нацистів і була відділена від видавництва Oesterreichische Journal AG.
31 січня 1939 року газета була об'єднана з «Neuen Wiener Journal» під назвою «Neuen Wiener Tagblatt». 26 січня 1946 року її вихід був відновлений, з 19 жовтня 1948 року газета виходить щодня.
Сучасна газета висвітлює питання внутрішньої і зовнішньої політики, економіки, спорту, друкує фейлетони. У 2005 році редакція газети була названа найкращою редакції новинного видання в Австрії.